# Pritobol'nyj rajon
Il Pritobol'nyj rajon (in russo Притобольный район?) è un rajon dell'Oblast' di Kurgan, nel Bassopiano della Siberia occidentale.